# Medalla Commemorativa del Període Bèl·lic 1940-43
La Medalla de bronze commemorativa del període bèl·lic 1940-43 (italià:Medaglia di bronzo commemorativa del periodo bellico 1940-43) és una condecoració italiana, creada per Luigi Einaudi mitjançant Decret del President de la República num. 1590 de 17 de novembre de 1948.
Va ser concedida:
- Als membres de les Forces Armades de l'Estat
- Als membres de la Guàrdia de Finances
- Als membres de la Creu Roja Italiana i de l'Orde de Malta
- Als assimilats i civils

Perquè entre l'11 de juny de 1940 i el 8 de setembre de 1943
- Haguessin caigut en la guerra
- Haguessin prestat servei durant almenys 3 mesos a les Forces Armades
- Haguessin estat ferits o mutilats, o amb una malaltia la causa de la qual era específicament resultat de les accions de guerra
- Haguessin participat honorablement en un fet d'armes
- Haguessin rebut alguna distinció al valor militar o la Creu al Mèrit de Guerra

Per la seva concessió calia tenir una autorització especial resultant d'un certificat nominatiu, atorgat pel Ministeri de la Defensa, feta a demanda de l'interessat.
Sobre el galó de la medalla s'aplicaven fasces o estrelles, un per any de campanya.

## Disseny
Una medalla de bronze de 33mm. A l'anvers, apareix l'efígie de la deessa Roma que hi ha esculpida a la Tomba del Soldat Desconegut de Roma. Al revers, apareix una corona formada per branques de fulles de roure a la dreta i de llorer a l'esquerra. Al centre hi ha una estrella de 5 puntes i, a la part superior, la inscripció "GUERRA 1940-43".
Penja d'una cinta de 37mm, formada per 19 franges verticals de la mateixa amplada, verdes i vermelles alternativament (les puntes són verdes)